# Ламбертсберг
Ламбертсберг (њем. Lambertsberg) општина је у њемачкој савезној држави Рајна-Палатинат. Једно је од 235 општинских средишта округа Ајфелкрајс Битбург-Прим. Према процјени из 2010. у општини је живјело 341 становника. Посједује регионалну шифру (AGS) 7232254.

## Географски и демографски подаци
Ламбертсберг се налази у савезној држави Рајна-Палатинат у округу Ајфелкрајс Битбург-Прим. Општина се налази на надморској висини од 480 метара. Површина општине износи 3,7 km². У самом мјесту је, према процјени из 2010. године, живјело 341 становника. Просјечна густина становништва износи 93 становника/km².